# Britt Eerland
Britt Eerland, née le 22 février 1994 à Schiedam, est une pongiste néerlandaise.
En 2016, elle a participé aux Jeux olympiques d'été de 2016 au sein de l'équipe néerlandaise dans l'épreuve équipes femmes.
En 2020, elle a participé aux Jeux olympiques d'été de 2020 dans la catégorie simple dames et atteint le quatrième tour avant d'être battue par Doo Hoi Kem.